# Puntius denisonii
Puntius denisonii – gatunek słodkowodnej ryby z rodziny karpiowatych (Cyprinidae). Jest rybą hodowaną w akwariach.

## Występowanie
Występuje w systemie wodnym Indii.

## Opis
Dorasta do 15 cm długości ciała. Ryba ta należy do ryb bardzo żwawych oraz towarzyskich.

## Pożywienie
Żywi się różnorodnym pokarmem, a jej dieta powinna być maksymalnie urozmaicona.

## Warunki hodowlane
Ryby z tego gatunku wymagają dużego akwarium i wolnej przestrzeni do pływania. Wymagają one również czystej oraz dobrze natlenionej wody. Preferują wodę o odczynie od lekko kwaśnego do lekko zasadowego. Twardość wody nie odgrywa znaczącej roli, jednakże raczej nie powinna przekraczać 15 °n. Jako podłoża akwarium należy użyć drobnego żwiru o ciemnym odcieniu. W zbiorniku powinno znajdować się co najmniej 6 osobników tego gatunku. Optimum termiczne w akwarium to ok. 23 °C.